# IC 4168
IC 4168 ist eine Spiralgalaxie vom Hubble-Typ S im Sternbild Jagdhunde am Nordsternhimmel. Sie ist schätzungsweise 367 Millionen Lichtjahre von der Milchstraße entfernt und hat einen Durchmesser von etwa 65.000 Lj.

Im selben Himmelsareal befindet sich u. a. die Galaxie IC 4165.
Das Objekt wurde am 21. März 1903 von Max Wolf entdeckt.